# Olšinka
Olšinka je přírodní památka ev. č. 1602 zhruba 2 km severovýchodně od obce Kvilda v okrese Prachatice. Chráněné území zaujímá kotlinu mezi horami Orel (1182 m) a Přílba (1219 m) na horním toku stejnojmenného potoka Olšinky, levého přítoku Teplé Vltavy. Oblast spravuje Správa NP a CHKO Šumava. Důvodem ochrany je vrchoviště a podmáčené smrčiny, tokaniště tetřeva.